# Shōdō
"Shōdō"（衝動, thúc đẩy） là đĩa đơn thứ 40 của B'z được phát hành vào ngày 25 tháng 1 năm 2006. Bài hát nhiều tuần đứng vị trí 1 trên bảng xếp hạng Oricon.

## Danh sách bài hát
1. Shōdō (衝動 Lit., Compulsion?) - 3:17
2. Kesshō (結晶 Lit., Crystal?) - 4:08